# Собусан-ютхонджигу
«Собусан-ютхонджигу» (кор. 서부산 유통지구역 Собусан-ютхонджигуёк) — эстакадная станция легкорельсового транспорта Пусан — Кимхэ. Она представлена двумя боковыми платформами. Станция обслуживается транспортной корпорацией Пусан — Кимхэ (B&G Metro). Расположена в квартале Тэджо-дон административного района Кансо-гу города Пусан (Республика Корея). На станции установлены платформенные раздвижные двери.
Станция была открыта 16 сентября 2011 года.
Открытие станции было совмещено с открытием всей линии Пусан — Кимхэ, длиной 23,9 км, и еще 20 станций.